# Амитраз
Амитраз (англ. amitraz, рус.  тж. амитраза, амитрац) — органическое соединение синтетического происхождения, относящееся к группе триазопентадиеновых соединений; является членом семьи амидинов. В чистом виде в нормальных условиях представляет собой белое кристаллическое вещество.
Является действующим веществом  ряда препаратов, используемых в растениеводстве, животноводстве и  пчеловодстве как акарициды системного действия.
Год официальной регистрации: 1972
Название по классификации  ИЮПАК: N,N'-[(метилимино)диметилидин]ди-2,4-ксилидин.
Название по CAS: N'-(2,4-диметилфенил)-N-[[(2,4-диметилфенил)имино]метил]]-N-метилметанимидамид

## Свойства
Амитраз проявляет свойства слабой кислоты с константой диссоциации (pKa) 9.8 при 25°C. С кислотами может образовывать соли.
Активность органических кислот недостаточна, поэтому в водных растворах, на поверхностях может сохраняться до 1 года.
Возможные метаболиты N-(2,4-диметифенил)-N-метил-формамидин и 2,4-диметилформанилид.

## Получение
Получают взаимодействием 2,4-ксилидинилэтилортоформиата с метиламином.

## Меры предосторожности
Меры предосторожности при обращении — как со среднетоксичными пестицидами.
При применении следует принимать меры, исключающие возможность контакта с обработанными животными до суток после обработки.
Амитраз потенциально опасен для владельцев животных, которые находятся в контакте с препаратом во время его нанесения, и может вызвать у чувствительных людей такие симптомы, как дерматит, мигрень, головные боли и приступы астмы. Необходимо избегать применения амитраза у людей и животных, страдающих диабетом.

## Применение
Является специфичным акарицидом, активен против большинства видов растительноядных (и не только) клещей, включая паразита медоносной пчелы клеща Варроа. Активен также против ряда насекомых отряда Lepidoptera, а также против ряда паразитов животных. Является ограниченно токсичным для теплокровных животных и медоносных пчёл.
Выпускается в ампулах для приготовления водных эмульсий. 
Свежеприготовленные эмульсии амитраза (иногда с флювалинатом) с концентрацией до 200—500 мг/л  применяются для опрыскивания растений и рамок с медоносными пчёлами.
Свежеприготовленные эмульсии с концентрацией до 50—100 мг/л применяются для купания животных.
Выпускается также в виде деревянных и пластиковых полосок, пропитанных амитразом (иногда с флувалинатом) для уничтожения клещей Варроа на медоносных пчёлах.